# Línea SE738 (EMT Madrid)
El Servicio Especial codificado como SE738 de la EMT de Madrid conectaba las estaciones de Sainz de Baranda y Nuevos Ministerios en sustitución de la línea 6 de metro, que permaneció cortada por obras desde el 30 de julio hasta el 9 de septiembre de 2022.

## Características
Esta línea prestó servicio entre el 30 de julio y el 9 de septiembre de 2022 cubriendo parte del recorrido de la línea 6 de metro, cortada por obras. Era gratuita para los usuarios, pues se trata de un servicio especial consensuado entre ambos operadores de transporte. Tenía una dotación de 20 autobuses articulados en días laborables y de 10 en fines de semana.
Para minimizar el tiempo de espera en los primeros servicios, y a diferencia de otras líneas de autobús, cada mañana a las 6:05 salía un autobús desde Avenida de América en cada sentido para complementar a los autobuses que salen desde las cabeceras.

### Frecuencias
| de lunes a viernes laborables |          |
| de 6:00 a 22:00               | 3-5 min  |
| de 22:00 a 1:00               | 4-7 min  |
| de 1:00 a 2:00                | 7-15 min |
| sábados laborables            |          |
| de 6:00 a 8:00                | 8-10 min |
| de 8:00 a 24:00               | 6-8 min  |
| de 24:00 a 2:00               | 8-17 min |
| domingos y festivos           |          |
| de 6:00 a 8:00                | 8-10 min |
| de 8:00 a 24:00               | 6-8 min  |
| de 24:00 a 2:00               | 8-15 min |

## Recorrido y paradas
La línea circulaba casi exclusivamente por el segundo cinturón de circunvalación de Madrid, es decir, las calles Doctor Esquerdo, Francisco Silvela y Joaquín Costa. Solo se desviaba de estas calles en las cabeceras: en Sainz de Baranda cambiaba de sentido rodeando la plaza de los Astros, y en Nuevos Ministerios usaba la calle Vitruvio para incorporarse al paseo de la Castellana en sentido norte.
| Estación sustituida | Parada                           | Parada                                              | Conexiones con otras líneas de metro |
| Estación sustituida | Sentido Nuevos Ministerios       | Sentido Sainz de Baranda                            | Conexiones con otras líneas de metro |
| ------------------- | -------------------------------- | --------------------------------------------------- | ------------------------------------ |
| Sainz de Baranda    | 4614 Doctor Esquerdo, 105        | 4962 Doctor Esquerdo, frente al 105 (Solo descenso) | Sainz de Baranda                     |
| O'Donnell           | 151 Doctor Esquerdo, 49          | 150 Doctor Esquerdo, 40                             |                                      |
| Manuel Becerra      | 1428 Doctor Esquerdo, 1          | 3829 Francisco Silvela, 1                           | Manuel Becerra                       |
| Diego de León       | 5296 Francisco Silvela, 50       | 786 Francisco Silvela, 53                           | Diego de León                        |
| Avenida de América  | 788 Francisco Silvela, 80        | 789 Francisco Silvela, 83                           | Avenida de América                   |
| República Argentina | 5394 Joaquín Costa, 37           | 4678 Joaquín Costa, 22                              |                                      |
| Nuevos Ministerios  | 5247 Paseo de la Castellana, 100 | 5247 Paseo de la Castellana, 100                    | Nuevos Ministerios                   |